# أيت عيسى
هي منطقة جغرافية وقبيلة من قبائل حاحا أو إحاحان الذي يتواجد شمال مدينة أكادير المغربية، ويتواجد بهذه القبيلة مجموعة من الدواوير ويتراوح عددهم عشرين دوارا تقريبا. ومن بينهم دوار «تكنزة» و«أفرا» و «تورار» و «إكي مهند» إلى غير ذلك من الدواوير القاطنة بهذا المكان، وتتميز هذه المنطقة بوعورة موقعها الجغرافي الذي يتكون كثيرا من جبال وهضاب وكذلك صعوبة طقسها الموصوف بالحار وقت الصيف والبارد وقت الشتاء، وتعرف هذه المنطقة بأشجار الأركان العزيز واللوز والعرعار فهذه الأشجار تعتبر الموارد الأسمى لدى المنطقة بكثرته.